# Fangbaum
Fangbäume werden benutzt, um Forstschädlinge anzulocken.
Bei den angelockten Arten handelt es sich um solche, die bevorzugt ihre Eier in oder an kränkelnden oder frisch abgestorbenen Bäumen ablegen. Hierzu gehören beispielsweise Borkenkäfer, Bockkäfer oder Kiefernrüssler. Die Käfer versammeln sich am jeweils bereitgestellten Brutmaterial und können dort gefangen oder getötet werden. Unterstützend hierbei ist die Angewohnheit vieler Käferarten, bei der Besiedlung frischen Brutmaterials Pheromone auszusenden. Dieses führt zur verstärkten Anlockung weiterer Käfer.
Als Fangbäume dienen vom Sturm geworfene oder frisch gefällte Stämme. In Ausnahmefällen werden auch stehende Stämme genutzt, die vorher durch Ringelung geschwächt wurden. Ähnlich dem Fangbaumverfahren sind Verfahren mit Fangknüppel (Fangkloben, Fangprügel) oder Fangrinde, bei denen allerdings nur Teile des Baumes zur Anlockung genutzt werden.